# Teodor Gałecki
Teodor Gałecki (ur. 11 grudnia 1876 w Warszawie, zm. 18 sierpnia 1944 w Radości) – polski zegarmistrz, lokalny działacz społeczny.

## Życiorys
Urodził się w Warszawie. Syn Teodora, uczestnika powstania styczniowego, również zegarmistrza. Był znanym przedwojennym warszawskim zegarmistrzem. Jego zakład znajdował się przy ul. Marszałkowskiej 111 w Warszawie. Współpracował z takimi zegarmistrzowskimi firmami jak Longines, Omega, Supera, Kinzle, Gustav Becker czy Schafhausen. Posiadał prawo podpisu własnym nazwiskiem wyrobów niektórych z tych firm.
Aktywny działacz społeczny w letniskowej miejscowości Radość. Był założycielem i prezesem (w latach 1916–1937) Stowarzyszenia Miłośników Letniska Radość. Założył w swoim domu pierwszą w Radości agencję pocztową z centralką telefoniczną. Zorganizował także tymczasową kaplicę. Pozyskał wielu fundatorów pod budowę kościoła Matki Bożej Anielskiej. Był fundatorem sztandaru miejscowej szkoły podstawowej przy obecnej ul. Wilgi. W okresie okupacji na terenie jego posesji i domu działało przedszkole, zorganizowane dla okolicznych dzieci.
Został odznaczony orderem Pro Ecclesia et Pontifice, otrzymanym wraz z godnością szambelana papieskiego.
Zmarł 18 sierpnia 1944 r. w Radości. Został pochowany na cmentarzu w Radości. W 1949 r. jego ciało zostało ekshumowane do rodzinnego grobu na Powązkach.

## Upamiętnienie
W 2016 roku Rada m.st. Warszawy nazwała rondo na skrzyżowaniu ul. Mrówczej z ul. Panny Wodnej nosi rondem Zegarmistrza Gałeckiego.
28 marca 2020 r. odsłonięto pomnik-zegar ku czci Teodora Gałeckiego w Wawerskim Centrum Kultury Filia Radość.